# Erola
Erola är en finngård och ett naturreservat i Torsby kommun i Värmlands län.
Området är naturskyddat sedan 2015 och är 3 hektar stort. Reservatet omfattar odlingsmark med ängsmark för finngården Erola, beläget på en sydsluttning.